# Київський науково-методичний центр по охороні, реставрації та використанню пам'яток історії, культури і заповідних територій

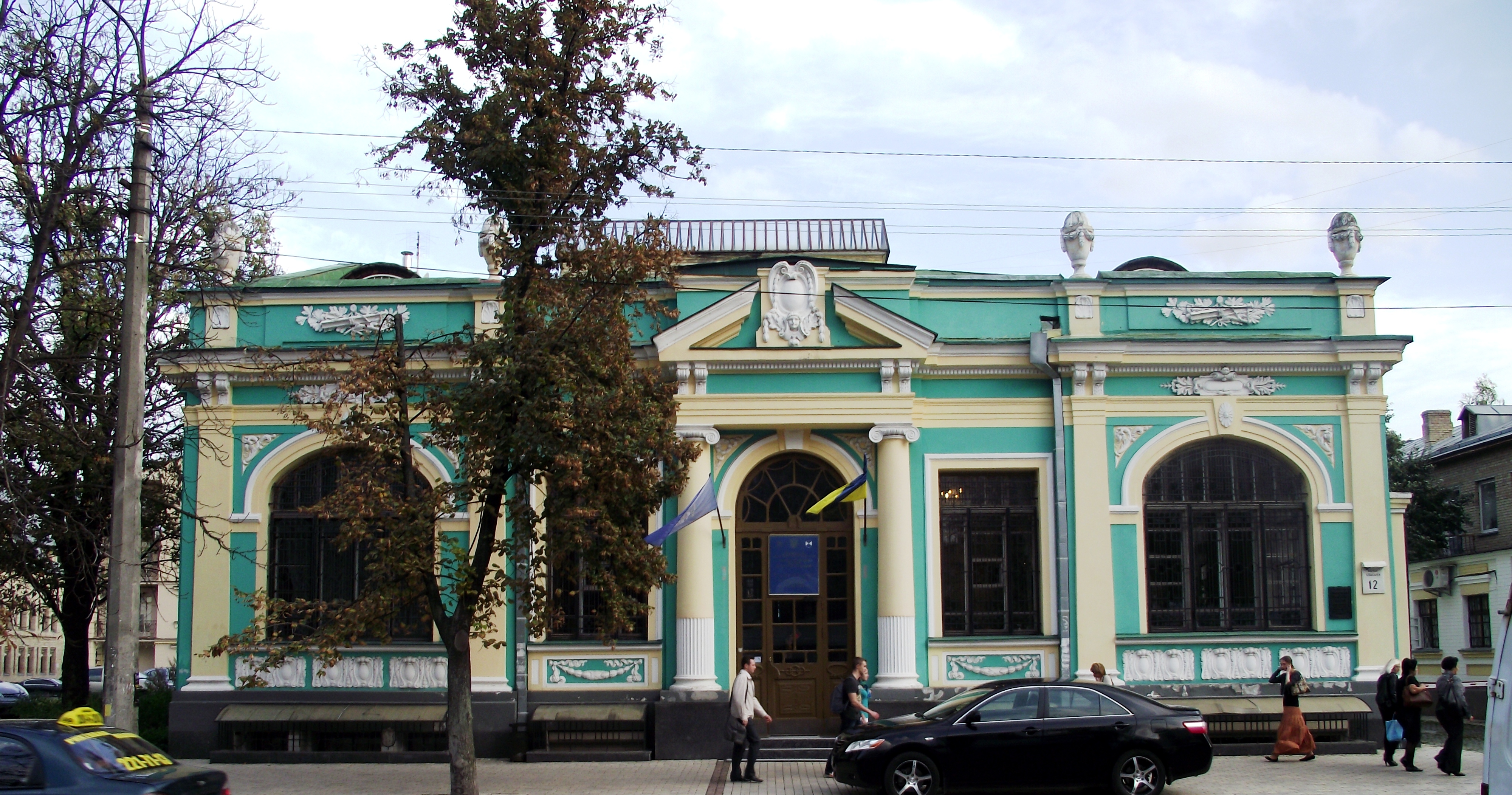
Будівля по вул. Спаській, 12 (колишній особняк Апштейна), в якій розміщується КНМЦ

Київський науково-методичний центр по охороні, реставрації та використанню пам'яток історії, культури і заповідних територій (КНМЦ) — установа при Київській міській державній адміністрації (КМДА), що є підрозділом Департаменту охорони культурної спадщини КМДА. Завдання КНМЦ полягає в практичному вирішенні проблем охорони комплексу нерухомих об'єктів культурної спадщини Києва.
Створений у 1997 році розпорядженням КМДА як державна організація. Згідно з рішенням Київради, у 2009 році реорганізований в установу при КМДА. 
У 1998 році до складу КНМЦ увійшов Державний історико-архітектурний заповідник «Стародавній Київ» [Архівовано 23 Лютого 2022 у Wayback Machine.].
- Адреса: 04070, м. Київ, вул. Спаська, 12 [Архівовано 23 Лютого 2022 у Wayback Machine.].
- Генеральний директор: Коляда Олег Іванович [Архівовано 23 Лютого 2022 у Wayback Machine.].

## Відділи
- Відділ обліку пам'яток (головний фахівець Олена Мокроусова);
- Відділ історичних ареалів та охоронюваних археологічних територій;
- Відділ історико-містобудівних досліджень;
- Відділ зводу пам'яток;
- Фонд науково-проектної документації;
- Відділ охорони пам'яток та історичного середовища міста;
- Відділ пам'яткоохоронної документації;
- Відділ використання майна та оренди[2].

Відділ зводу пам'яток брав участь у підготовці до випуску тому «Київ» (в трьох книгах), що входить до багатотомного енциклопедичного видання «Звід пам'яток історії та культури України». Розпочато роботу над виданням «Київський некрополь».